# Laurie Holden
Heather Laurie Holden (Los Angeles, 17 dicembre 1969) è un'attrice e attivista statunitense con cittadinanza canadese.

## Biografia
Nata Los Angeles nel 1969 è vissuta a Toronto, ha nazionalità sia statunitense che canadese. È figlia di due attori, Adrienne Ellis e Glen Corbett (pseudonimo di Lawrence Holden), e nipote di Gloria Holden. Ha una sorellastra e un fratello, Christopher Holden. All'età di 5 anni i genitori si separarono e Laurie rimase con la madre, in seguito risposata con il regista Michael Anderson. Frequentò per un anno l'Università McGill studiando economia, per poi laurearsi in recitazione alla Ucla e avviare in pieno la propria carriera di attrice.

## Vita e carriera

### No profit
È stata una delle fondatrici di Somaly Mam Foundation in area statunitense e canadese, organizzazione nata al fine di combattere il traffico di esseri umani nel sud est asiatico, e fa parte dell'associazione Home From Home per aiutare i bambini orfani africani. 

### Operation Underground Railroad
Fa parte di un'organizzazione gestita da Tim Ballard (ex agente della CIA e investigatore specializzato in casi di tratta di pedofilia) al fine di combattere il traffico di esseri umani.
Nell'ottobre 2014 ha partecipato all'Operation Underground Railroad, una massiccia operazione a Cartagena (Colombia), che ha permesso di perseguire trafficanti del sesso e il salvataggio di 55 persone, tra cui ragazzine di 12 e 13 anni. Il suo ruolo è stato dare un'apparenza veritiera alla festa organizzata per richiamare i trafficanti e mantenere le ragazze occupate mentre i poliziotti in borghese hanno arrestato i criminali.

### Attrice
Ha esordito all'età di sei anni, recitando in The Martian Chronicles, diretto dal suo patrigno.

## Filmografia

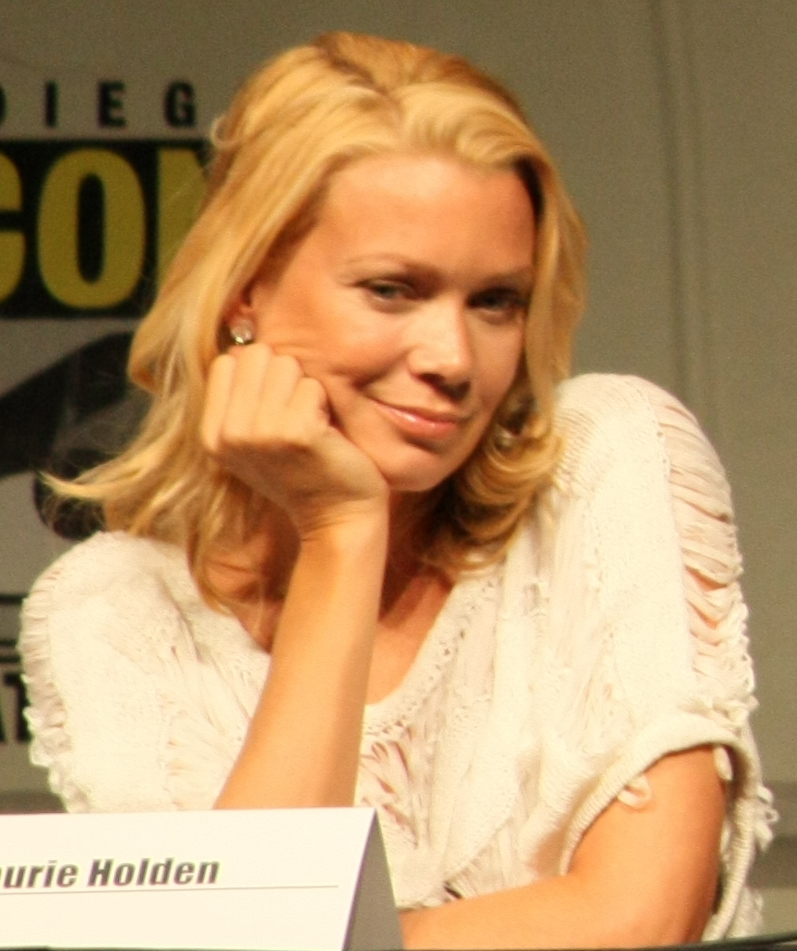
Laurie Holden al San Diego Comic-Con International nel 2012

### Cinema
- Vacanze separate (Separate Vacations), regia di Michael Anderson (1986)
- Il corpo del reato (Physical Evidence), regia di Michael Crichton (1989)
- Killer virtuale (Expect No Mercy), regia di Zale Dalen (1995)
- Past Perfect, regia di Jonathan Heap (1996)
- The Majestic, regia di Frank Darabont (2001)
- Meet Market, regia di Charlie Loventhal (2004)
- I Fantastici 4 (Fantastic Four), regia di Tim Story (2005)
- Bailey - Il cane più ricco del mondo (Bailey's Billion$), regia di David Devine (2005)
- Silent Hill, regia di Christophe Gans (2006)
- The Mist, regia di Frank Darabont (2007)
- Honeytrap, regia di Rebecca Johnson (2014)
- Scemo & + scemo 2 (Dumb and Dumber To), regia di Peter e Bobby Farrelly (2014)
- The Abolitionists, regia di Darrin Fletcher (2016)
- The Time of Their Lives, regia di Roger Goldby (2017)
- Pyewacket, regia di Adam MacDonald (2017)
- Dragged Across Concrete - Poliziotti al limite (Dragged Across Concrete), regia di S. Craig Zahler (2018)
- Arctic - Un'avventura glaciale (Arctic Dogs), regia di Aaron Woodley (2019)
- Fireheart, regia di Theodore Ty e Laurent Zeitoun (2022)

### Televisione
- The Martian Chronicles – miniserie TV, episodi 1x02-1x03, regia di Michael Anderson (1980)
- Captain Power and the Soldiers of the Future – serie TV, episodio 1x12 (1988)
- E Caterina... regnò (Young Catherine), regia di Michael Anderson – film TV (1991)
- Le inchieste di Padre Dowling (Father Dowling Mysteries) – serie TV, episodio 3x19 (1991)
- Secret Service – serie TV, episodio 1x13 (1993)
- Scales of Justice – serie TV, episodio 3x03 (1993)
- Family Passions – serie TV (1993)
- Destiny Ridge – serie TV (1993)
- TekWar: TekLab, regia di Timothy Bond – film TV (1994)
- Due South - Due poliziotti a Chicago (Due South) – serie TV, episodio 1x22 (1995)
- Highlander – serie TV, episodio 4x01 (1995)
- La signora in giallo (Murder, She Wrote) – serie TV, episodio 12x22 (1996)
- Poltergeist (Poltergeist: The Legacy) – serie TV, episodio 1x14 (1996)
- Two – serie TV, episodio 1x14 (1996)
- Lo spirito del grande lago (The Pathfinder), regia di Donald Shebib – film TV (1996)
- X-Files (The X-Files) – serie TV, 10 episodi (1996-2002)
- La metà ignota (Echo), regia di Charles Correll – film TV (1997)
- Alibi (The Alibi), regia di Andy Wolk – film TV (1997)
- Dead Man's Gun, regia di Neill Fearnley, Joseph L. Scanlan e Brad Turner – film TV (1997)
- I magnifici sette (The Magnificent Seven) – serie TV, 18 episodi (1998-2000)
- Oltre i limiti (The Outer Limits) – serie TV, episodio 6x05 (2000)
- The Man Who Used to Be Me, regia di Jeff Woolnough – film TV (2000)
- Big Sound – serie TV, episodio 1x05 (2001)
- The Shield – serie TV, 13 episodi (2008)
- The Walking Dead – serie TV, 31 episodi (2010-2013)
- Major Crimes – serie TV, episodi 3x07-3x10-3x19 (2014-2015)
- Chicago Fire – serie TV, episodio 3x19 (2015)
- The Americans – serie TV, 12 episodi (2017-2018)
- Proven Innocent – serie TV, 7 episodi (2019)
- The Boys – serie TV, 5 episodi (2022)

## Riconoscimenti
- Da adolescente vinse il premio The Look of the Year, concorso per modelle assegnato a Toronto
- Gemini Awards – Miglior guest star in una serie televisiva per Due poliziotti a Chicago
- Saturn Awards 2011 – Candidatura per Miglior attrice non protagonista in una serie televisiva per The Walking Dead
- Scream Awards 2011 – Candidatura per Miglior attrice non protagonista in una serie televisiva per The Walking Dead
- Saturn Awards 2013 – Miglior attrice non protagonista in una serie televisiva per The Walking Dead

## Doppiatrici italiane
Nelle versioni in italiano delle opere in cui ha recitato, Laurie Holden è stata doppiata da:
- Laura Romano in The Mist, The Americans, The Boys
- Giuppy Izzo in Alibi, Scemo & + scemo 2
- Sabrina Duranti in Bailey - Il cane più ricco del mondo, The Shield
- Alessandra Korompay in Silent Hill, Major Crimes
- Alessandra Cassioli in The Walking Dead, Dragged Across Concrete - Poliziotti al limite
- Georgia Lepore in E Caterina... regnò
- Chiara Colizzi in La signora in giallo
- Fabrizia Castagnoli in X-Files
- Pinella Dragani in I magnifici sette
- Roberta Greganti in The Majestic
- Cinzia De Carolis in I Fantastici 4
- Roberta Chelini in Proven Innocent